# Eduardo Brenta
Eduardo Brenta (Montevideo, 8 de febrero de 1959) es un político uruguayo perteneciente a la Vertiente Artiguista, sector integrante del Frente Amplio. Representante Nacional por el Departamento de Montevideo  y  Ministro de Trabajo y Seguridad Social de Uruguay.

## Biografía
Brenta fue preso político en la dictadura entre 1977 y 1981 por lo cual tuvo que interrumpir sus estudios en la Facultad de Derecho.
En 1989 funda junto con otros dirigentes la Vertiente Artiguista, sector que integra el Frente Amplio. Actualmente se desempeña como integrante de su Directiva Nacional y su Mesa Ejecutiva.
En el año 2000 acompaña la reelección de Mariano Arana como Intendente de Montevideo, resultado  electo edil para el período 2000-2005. Como integrante de la Junta Departamental de Montevideo preside la Comisión de Tránsito y Transporte y fue Vicepresidente de la Comisión de Relaciones y Cooperación. Entre julio de 2003 y julio de 2004, ocupó la presidencia del legislativo. . 
El 31 de octubre del año 2004, el Frente Amplio gana por primera vez las Elecciones Nacionales, resultando electo Presidente de la República Oriental del Uruguay el Dr. Tabaré Vázquez. En esas elecciones Brenta  resulta elegido Representante Nacional por el Departamento de Montevideo. Durante su desempeño en la Cámara de diputados integró la Comisión de Hacienda, como miembro titular; y como Presidente de la misma en el año 2007. Participó como delegado de sector en las comisiones de Transporte e Industria y en la Comisión Especial de Asuntos Municipales.  
En las Elecciones Nacionales de 2010 fue reelecto por el período del 2010 al 2015. Deja su banca al ser convocado por el  presidente José Mujica para integrar el gabinete ministerial. El 1.º de marzo de 2010 asume como Ministro de Trabajo y Seguridad Social. 
En 2016 fue designado como director del Departamento de Gestión Humana y Recursos Materiales de la Intendencia de Montevideo, integrando el gabinete del Intendente Daniel Martínez.